# Redeemer of Souls
Redeemer of Souls är det brittiska heavy metal-bandet Judas Priests sjuttonde studioalbum. Det är deras första album sedan Nostradamus (musikalbum) som släpptes 2008 och det är också det första studioalbumet utan K.K. Downing som lämnade bandet 2011 och ersattes av Richie Faulkner. Albumet släpptes den 8 juli 2014 i USA, den 11 juli 2014 i Europa och den 14 juli 2014 i Storbritannien.

## Låtförteckning
Alla låtar är skrivna och komponerade av Glenn Tipton, Rob Halford och Richie Faulkner. 
| Nr           | Titel                | Längd |
| ------------ | -------------------- | ----- |
| 1.           | Dragonaut            | 4:26  |
| 2.           | Redeemer of Souls    | 3:58  |
| 3.           | Halls of Valhalla    | 6:04  |
| 4.           | Sword of Damocles    | 4:54  |
| 5.           | March of the Damned  | 3:55  |
| 6.           | Down in Flames       | 3:56  |
| 7.           | Hell & Back          | 4:46  |
| 8.           | Cold Blooded         | 5:25  |
| 9.           | Metalizer            | 4:37  |
| 10.          | Crossfire            | 3:51  |
| 11.          | Secrets of the Dead  | 5:41  |
| 12.          | Battle Cry           | 5:18  |
| 13.          | Beginning of the End | 5:07  |
| Total längd: | Total längd:         | 61:58 |

| 1.           | Snakebite      | 3:14  |
| 2.           | Tears of Blood | 4:19  |
| 3.           | Creatures      | 4:25  |
| 4.           | Bring It On    | 3:18  |
| 5.           | Never Forget   | 6:25  |
| Total längd: | Total längd:   | 83:39 |